# Snob
Snobismul este o atitudine prin care o persoană sau un grup de persoane caută să pară deasupra celorlalți. Dorind să arate că aparțin unei elite, snobii, în loc să se poarte natural, încearcă să imite purtările și limbajul unei categorii de oameni care li se pare lor superioară. Simultan snobii îi disprețuiesc pe inșii care nu fac parte din categoriile socotite superioare, inși care, prin urmare, li se par lor inferiori.
Această forma de mimetism social, definită inițial de către William Makepeace Thackeray,  a fost analizată de sociologi ca americanul Thorstein Veblen sau germanul Norbert Elias. Cuvântul snob a intrat în limbajul curent în 1848, când a apărut vestita carte satirică Cartea snobilor a lui Thackeray, de fapt un compendiu al articolelor sale din revista satirică Punch, echivalentul anglofon al Moftului Român la care colabora Ion Luca Caragiale.

## Etimologia
Cuvântul snob este de origine britanică, dar etimologia  sa este controversată. Marele Oxford English Dictionary scrie că snab, cu a, apare într-un document scoțian din 1781, însemnând atunci « ucenic cizmar ». Dar nu se știe cum, de la snab, câteodată scris snob, s-a ajuns la semnificația pe care a căpătat-o cuvântul snob în Marea Britanie cincizeci de ani mai târziu, mai ales că în această insulă și perioadă, niciun ucenic cizmar nu a ajuns șef de stat. Explicația cea mai frecventă, dar care nu este unanim acceptată, se referă la un jargon « miștocar » al studenților de la « Eton College » și de la universitatea din Cambridge, pe atunci în majoritate aristocrați, prin care aceștia desemnau un coleg de origine burgheză, care se dă mare și încearcă să pară și el aristocrat. Cuvântul snobs era atunci opus cuvântului nobs, desemnând pe copiii din « nobility » (nobilime), snob provenind nu din snab ci din latina sine nobilitate (ne-nobil). 

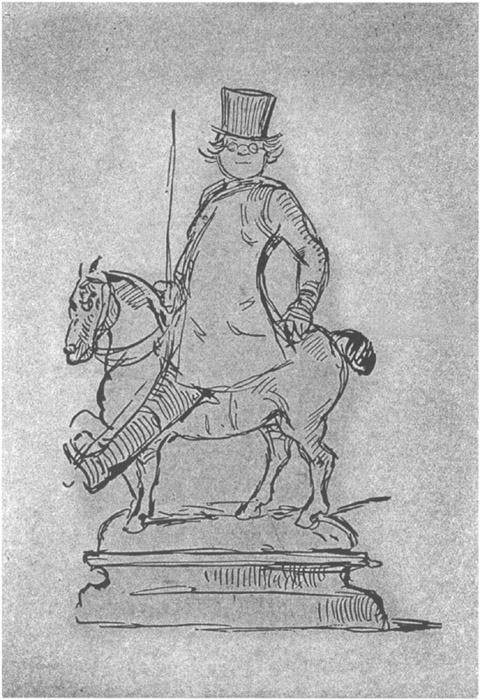
Thackeray : Autoportrait

## Exemple de snobism în România
Trei perioade caracterizează istoria snobismului din România.

### Înainte de 1945
În operele sale, Ion Luca Caragiale face portretul mai multor personaje de snobi care imită fie marea burghezie, fie cultura unei țări străine. Unele dintre aceste personaje sunt fictive (Nae Cațavencu, Conu Leonida), altele reale (Barbu Delavrancea la Berlin, francofil disprețuind tot ce este german). Înainte de valul de francofilie descris de Caragiale, existase un snobism filelenic datorat prezenței și influenței Fanarioților, snobism care mai apare încă la unele din personajele sale, precum și în multe dintre patronimele și prenumele lor. Pe lângă aceste snobisme ale căror adepți privesc spre străinătate, cel naționalist apare și el, printre « Latiniștii » care încearcă să șteargă lexicul ne-latin din limba română, folosind cuvinte artificial formate ca amic sau amor, printre « Moftangii », cu Rromânul și Rromânca, sau printre oamenii care își atribuie origini cât mai posibil « neaoș românești » mergând până a își schimba numele insuficient românesc. O formă mai rară de snobism literar apare la oraș în anii antebelici, în jurul romanului « Maitreyi » de Mircea Eliade: moda este, un timp, să fii indianist. Altă variantă a snobismului antebelic este trăirismul lui Nae Ionescu.

### Anii comunismului
În perioada comunistă (1945-1989) snobismul ia forme noi, semnalate, mai timid desigur, în spectacolele lui Toma Caragiu. Snobul comunist nu mai este atras de occident, nici de naționalism, nici de civilizația indiană ; el se mândrește cu origini sociale sănătoase (adică din proletariat), este inițial cel mai bun cunoscător al Uniunii sovietice, face eforturi pentru a cunoaște și folosi limba și literatura rusă, iar ulterior (după 1960) se mândrește cu relațiile sale în sferele conducătoare ale Partidului și cu privilegiile la care are acces (case de odihnă, bilete de concediu, posibilitatea de a călători peste hotare, acces la valută, medic la spitalul Elias ș.a.m.d.). Snobul comunist se recunoaște prin folosirea limbajului proletcultist, prin preferința sa pentru realismul socialist în artă, iar în Moldova sovietică prin folosirea unei « limbi moldovenești » formată dintr-un amestec între limba rusă și graiul moldovenesc al limbii române (cei mai snobi folosind excluziv limba rusă).

### Anii post-comuniști
Imediat după 1989, snobismul dezbracă formele din anii comunismului și revine la cele anterioare, la care se adaugă altele noi:
- snobismul revoluționar : fiecare încearcă să demonstreze că a participat, de partea câștigătoare desigur, la evenimentele din decembrie 1989, că mai înainte de acestea nu s-a dat niciodată cu regimul Ceaușescu, ba chiar a rezistat, și că a avut dintotdeauna valorile exprimate de autori ca Gabriel Liiceanu, Andrei Pleșu sau Octavian Paler, reputați feriți de orice contact cu « Organele de Partid și de Stat » ;
- snobismul lingvistic, exprimat în diferite moduri:
  - jargoanele voluntar complexificate până a deveni ininteligibile, ale anumitor filozofi sau experți din diferite domenii ;
  - limbajele agramate care nu mai integrează cuvintele noi sau străine (cum limba română a integrat de exemplu meci, șine, tramvai sau picamăr) ci le împrumută în felul limbilor tribale fără tradiție scrisă (cum este cazul cu majoritatea termenilor moderni legați de comerț, informatică și modă)[9]. Astfel, fraza engleză : Click on the link below to download the files care, fără snobism, s-ar traduce în română prin : Clichează pe legătura de mai jos pentru a transfera fișierele se traduce în mod snob, utilizând anglicisme, prin: Click pe linkul de mai jos pentru a downloada filele. În domeniul comercial, snobismul produce fraze ca aceasta : În curând va avea loc festivalul România Fashion și Fitness Week, organizat de divizia de fashion din Holding Collections: veți găsi în Magazinul online de confecții, cele mai noi tendințe în: Îmbrăcăminte fitness, Haine fashion, Haine Femei, Haine Damă, Gravide, Îmbrăcăminte copii, Promoții, Rochii, Bluze, Produse Noi cu look Fashion și Style, iar pe Site-ul nostru veți putea consulta rubricile: Zona Beauty · Lifestyle și Artă · People și Celebrități. Astfel de limbaje izvorăsc din convingerea că denumirile românești fac parte dintr-o Fostlimbă arhaică și demodată[10].
  - tendința generală din România de a alege denumiri străine în dauna celor românești existente, conform celor trei exemple următoare:
    - înregistrarea oficială de către autoritățile din România a denumirilor toponimice străine în dauna celor române, cum este cazul euroregiunii DCMT () înregistrată oficial DKMT ( Arhivat în 12 martie 2017, la Wayback Machine.,  Arhivat în 12 martie 2017, la Wayback Machine., ) sau rezervațiilor naturale înregistrate oficial Alah Bair și Allah Bair - Capidava (de la denumirea turcă Allah Bayir tepe, denumirea română fiind Dealul Popii), Korum Tarla (denumire turcă, denumirea română fiind Ogorul adăpostit), sau Movila Sisitak (denumire maghiară, forma română fiind Șișitac);
    - adoptarea de către MAE în limba română, uneori denunțată de studenții africani, a formelor franceze ale denumirilor africane, în dauna denumirilor românești, ca și cum țările respective ar mai aparține încă fostei puteri coloniale: Côte d'Ivoire în loc de Coasta de Fildeș, Djbouti în loc de Gibuti, Ouarzazate sau Ouagadougou în loc de Warzazat sau Wagadugu;
    - adoptarea pe hărțile pentru călători ale Taromului e denumirilor locale ale orașelor, cu o excepție notabilă: capitala republicii Moldova care sub pretext că prefixul IATA este "KIS", apare cu denumirea rusă Kishinev în loc de Chișinău[11]; același fenomen există în incinta aeroportului „Henri Coandă” unde călătorul român deja înregistrat care nu cunoaște diferența dintre termenii englezești checking și boarding, și vede checking closed (dar în nici-un caz nu: „înregistrarea terminată") crede că i se închide ambarcarea și aleargă disperat prin aerogară sub privirea ironică a salariaților acesteia.

  - tendința generală din Republica Moldova de a prefera calcurile lingvistice rusești în dauna expresiilor românești/"moldovenești" corecte, de exemplu prin folosirea verbelor "a dovedi" pentru "a reuși" sau "a atârna" pentru "a depinde"[12]; acest fenomen se datorează faptului că în acest stat, limba de comunicare interetnică nu este limba de stat, ci limba rusă[13].

## Exemple de snobism în alte țări
În toate epocile și țările există un snobism economic, exprimat prin etalajul avuțiilor materiale și al poziției sociale sau prin disprețul manifestat față de persoanele al căror scop nu este acumularea acestor avuții și poziții.

### Belgia
În Belgia flamandă, unele persoane cu venituri modeste sau medii, cetățeni obișnuiți, cheltuiesc sume enorme pentru a părea sportivi profesioniști în ochii celorlalți cicliști (folosirea acestui mod de transport fiind înlesnită în această țară de lipsa de relief și de numeroasele alei rezervate bicicliștilor). Deși terenul nu prezintă nicio dificultate, achiziționează biciclete din materiale ultra-ușoare și rezistente, costume de biciclist, căști, ochelari, toate neapărat de la firme recunoscute, participă la tot felul de manifestări legate de acest sport, inclusiv competiții locale la care se achită taxe foarte mari de participare.